# Ten German Bombers
Ten German Bombers (deutsch „Zehn deutsche Bomber“) ist ein Schlachtgesang englischer Fußballfans. Das Lied wurde in letzter Zeit sowohl von der UEFA als auch von der Football Association als diskriminierend kritisiert. Fans, die es skandieren, droht der Ausschluss von Veranstaltungen.

## Ursprung und Inhalt
Der Text des Liedes wurde bereits im Zweiten Weltkrieg von britischen Schulkindern während des Blitz, der deutschen Luftangriffe auf britische Städte, gesungen. Im Aufbau folgt das Lied dem bekannten und traditionellen englischen Kinderlied Ten Green Bottles. Auf die Melodie der Volksweise She’ll Be Coming ’Round the Mountain, die 1949 durch Goldy & Peter de Vries mit Von den blauen Bergen kommen wir auch im deutschen Sprachraum bekannt gemacht wurde, besangen die Kinder zehn deutsche Bomber, die einer nach dem anderen von der „englischen“ Luftwaffe (RAF) abgeschossen werden:
| There were ten German bombers in the air,          | Zehn deutsche Bomber waren in der Luft,            |
| There were ten German bombers in the air,          | zehn deutsche Bomber waren in der Luft,            |
| There were ten German bombers, Ten German bombers, | zehn deutsche Bomber, zehn deutsche Bomber,        |
| There were ten German bombers in the air,          | zehn deutsche Bomber waren in der Luft             |
|                                                    |                                                    |
| And the RAF of England shot one down,              | Und die englische Royal Air Force schoss einen ab, |
| And the RAF of England shot one down,              | und die englische Royal Air Force schoss einen ab. |
| And the RAF of England, The RAF of England,        | und die RAF aus England, die RAF aus England,      |
| And the RAF of England shot one down,              | und die RAF aus England schoss einen ab.           |

In den folgenden Strophen wird, ähnlich wie im Kinderlied Ten Little Indians (Zehn kleine Negerlein), von zehn auf eins abgezählt, mit dem Unterschied, dass sich bis auf die Anzahl der Flugzeuge der Text der Strophen nicht ändert. Die letzte Strophe lautet:
| There were no German bombers in the air,         | Dann waren keine deutschen Bomber mehr in der Luft,                   |
| There were no German bombers in the air,         | dann waren keine deutschen Bomber mehr in der Luft,                   |
| There were no German bombers, No German bombers, | dann waren keine deutschen Bomber, dann waren keine deutschen Bomber, |
| There were no German bombers in the air,         | dann waren keine deutschen Bomber in der Luft.                        |
|                                                  |                                                                       |
| Cos the RAF from England shot them down,         | Denn die RAF aus England schoss sie ab,                               |
| Cos the RAF from England shot them down,         | denn die RAF aus England schoss sie ab,                               |
| Cos the RAF from England, The RAF from England,  | denn die RAF aus England, denn die RAF aus England,                   |
| Cos the RAF from England shot them down.         | denn die RAF aus England schoss sie ab.                               |

Besonders bei englischen Hooligans erfreut sich das Lied großer Beliebtheit und wird regelmäßig beim Aufeinandertreffen deutscher und englischer Mannschaften angestimmt. Traditionell wird der Inhalt des Liedes dabei gestisch untermalt, indem die Arme in Nachahmung eines Flugzeuges waagerecht zur Seite ausgebreitet und dann unter Beibehaltung eines Winkels von 180 Grad rhythmisch auf- und abbewegt werden. Üblicherweise stimmen deutsche Hooligans als Antwort auf 'Ten German Bombers' das deutsche Wehrmachtslied Bomben auf Engelland an, welches die Hassstimmung noch mehr verstärkt.
Seit dem Gewinn der WM 1966 wird auch das ebenfalls nur gegen Deutsche anwendbare Two World Wars and One World Cup gesungen. Nachdem 1993 die Pet Shop Boys
Go West veröffentlicht hatten, wurde das antideutsche Repertoire um Stand up if you won the war erweitert.

## Kontroverse anlässlich der Fußball-WM 2006
Im Vorfeld der Fußball-Weltmeisterschaft 2006, die möglichst unpolitisch zu gestalten die Veranstalter wie auch der englische Fußballverband bemüht waren, entflammte im englischen Fußball eine Kontroverse über den Gesang. Sowohl die Football Association als auch Sven-Göran Eriksson, der Trainer der englischen Fußballnationalmannschaft, haben in diesem Sinne die englischen Fans gebeten, das Singen von Ten German Bombers und sinnverwandter Weisen zu unterlassen. Selbst die Aufnahme von Fernsehspots, in denen Stars der Mannschaft wie David Beckham, Michael Owen und Wayne Rooney dieses Ansinnen zum Ausdruck bringen sollten, wurde geplant. Diese Maßnahmen wurden jedoch in britischen Boulevardblättern wie dem Daily Mirror kritisiert, wobei auch Aussagen wie Deutschland Uber Alles has to be the most arrogant anthem in the world zutage traten.
In Deutschland wurde die Kontroverse in einem antideutschen Blog aufgegriffen. Die Berliner Musiker Egotronic feat. Koks & Pillen veröffentlichten im März des Jahres eine Version des Liedes im Haudrauf-Stil des Rave-Projekts Scooter samt eigenhändig produziertem Musikvideo, das sich schnell über weitere Blogs verbreitete. Der Song schaffte es sogar auf den Sampler Ballermann: Die Weltmeister-Hits 2006.

## Belege
1. ↑  Ben Rumsby: England-Fans droht Verbot durch FA, wenn sie „Zehn deutsche Bomber“ beim Achtelfinalspiel skandieren. via www.telegraph.co.uk, 24. Juni 2021.
2. ↑  Videoaufnahme von unbekanntem Regisseur nach WM-Spiel England gegen Ecuador in Stuttgart im Jahr 2006: „English football supporters sing…“ in YouTube.
3. ↑  Breaking News: Auch Nazis halten zu „Schland“. In: Publikative.org: Blog Archive. 23. September 2012, archiviert vom Original am 23. September 2012; abgerufen am 27. März 2022.  Info: Der Archivlink wurde automatisch eingesetzt und noch nicht geprüft. Bitte prüfe Original- und Archivlink gemäß Anleitung und entferne dann diesen Hinweis.
4. ↑  O’Neill, Sean. „England's travelling supporters are told: mention the war at your own peril“ in The Times Online.
5. 1 2  Parsons, Tony. „Forget the War? It's far too soon“ in The Mirror.
6. ↑  Christian Honnens: Mit Nazi-Bombern ins Herz der Bestie. In: taz. die tageszeitung. 2. Juni 2006, S. 13 (taz.de).